# Gorybia acuta
Gorybia acuta är en skalbaggsart som beskrevs av Martins 1976. Gorybia acuta ingår i släktet Gorybia och familjen långhorningar. Inga underarter finns listade i Catalogue of Life.